# Fausse bannière
« False flag » redirige ici. Pour la série télévisée, voir False Flag (série télévisée).
Ne doit pas être confondu avec Opération secrète.
Les opérations sous fausse bannière ou sous faux pavillon (parfois désignées « sous faux drapeau », calque de l'anglais false flag) sont des actions menées avec utilisation des marques de reconnaissance d’un tiers, souvent d’un ennemi.
L'usage momentané d'une fausse bannière est une ruse de guerre courante destinée à tromper les observateurs tiers. Par contre, l'opération militaire effectuée avec une fausse bannière, c'est-à-dire l'usage des armes en se déguisant en ennemi, est considérée comme une perfidie, qui est un crime de guerre.

## Statut
La ruse de guerre, y compris sous la forme du déguisement, a toujours fait partie de l'arsenal du guerrier ou du soldat. La convention de La Haye de 1907 reconnaissait ce fait dans son article 23 qui interdisait « l'usage impropre » de l'uniforme ennemi. Un amendement fut rédigé après la Seconde Guerre mondiale afin de lever l'ambiguïté de cette formule, précisant que c'est l'usage des armes sous uniforme ennemi qui est visé.

## Exemples notoires

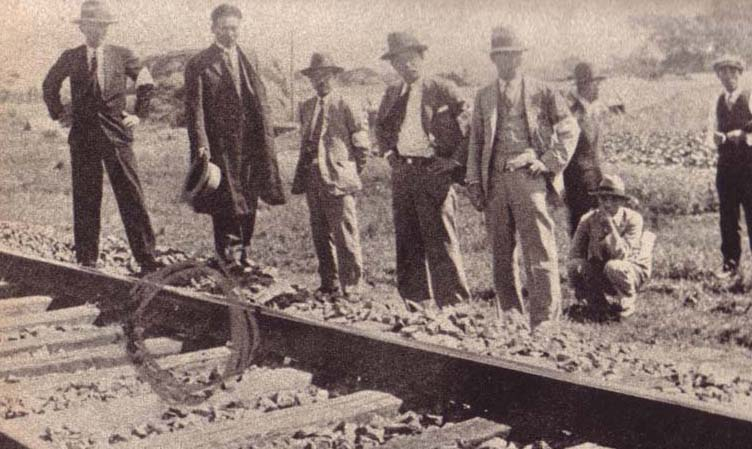
À la suite de l'incident de Mukden, des experts japonais inspectent le site du sabotage.

- L’incident de Mukden en 1931, planifié par l'Empire japonais qui accuse la Chine d’avoir perpétré l’attentat, donnant ainsi le prétexte à l’invasion immédiate du sud de la Mandchourie par l'armée impériale japonaise[2].

- L’opération Himmler le 31 août 1939 : de prétendus soldats polonais attaquent un émetteur radio en territoire allemand. L'opération est en réalité montée de toutes pièces par les Allemands pour servir de prétexte à l’invasion de la Pologne par l'Allemagne[2],[3].

- L’incident de Mainila le 26 novembre 1939 : pour justifier une invasion de la Finlande, l'artillerie soviétique bombarde les environs du village russe de Mainila (ru), proche de la frontière, tuant quatre soldats de l'Armée rouge. L'Union soviétique accuse l'artillerie finlandaise et exige des excuses de la Finlande. Cette dernière ne cède pas et l'URSS résilie deux jours plus tard le pacte de non-agression entre les deux pays puis franchit la frontière le 30 novembre[2].

- L'opération Greif, dirigée par le lieutenant-colonel SS Otto Skorzeny pendant la bataille des Ardennes en décembre 1944. Montées sur Jeeps, huit équipes de quatre hommes chacune s'infiltrent loin derrière les lignes américaines et sèment le désordre, et parfois la panique, par leurs fausses indications et informations. Pour avoir commandé cette opération commando, Otto Skorzeny est poursuivi, ainsi que ses hommes, pour crime de guerre et subit un procès à Dachau (il est finalement acquitté, les ordres donnés ayant été de quitter l'uniforme américain avant d'engager tout combat)[4].

- De 1946 à 1948 : les autorités britanniques font mener des attaques contre des navires transportant des juifs immigrant en Palestine. Un faux groupe dénommé « Défenseurs de la Palestine arabe » revendique ces attaques[2].

- Opération Ajax en 1953 : la CIA et le MI6 britannique organisent le renversement du premier ministre iranien Mossadegh. Ils organisent notamment des attaques terroristes afin d'en accuser les communistes et déstabiliser le pays[2].

- L'affaire Lavon en 1954 : un réseau israélien constitué de 13 Juifs égyptiens commit une série d'attentats à la bombe incendiaire contre des édifices britanniques et américains au Caire et à Alexandrie. L'objectif était que ces actes de terrorisme soient attribués aux nationalistes égyptiens afin d'empêcher tout rapprochement entre l'Égypte nassérienne et les puissances anglo-saxonnes[5].

- Le pogrom d'Istanbul en 1955 : afin de précipiter le départ des minorités grecques, juives et arméniennes d'Istanbul, le gouvernement turc organise un attentat à Thessalonique sous fausse-bannière afin d'en accuser les Grecs[6].

- L'opération Strasbourg : un attentat au colis piégé est organisé par la Sécurité d'État tchécoslovaque sous fausse bannière néonazi visant le préfet André-Marie Trémeaud et des ministres présents à une réunion de la CECA à Strasbourg en mai 1957[7].

- L’opération Northwoods : un projet de 1962 qui consiste notamment à organiser d’une série d’attentats contre les États-Unis par l’état-major interarmées américain lui-même, de manière à en imputer la responsabilité au régime cubain. Le but est de justifier aux yeux de l’opinion américaine une intervention des forces armées américaines contre Cuba et d’obtenir l’appui diplomatique, voire militaire, des nations occidentales. Révélée par des documents officiels déclassifiés en 1997, l’opération n'a jamais été mise en œuvre car le président J.F. Kennedy s’y opposa.

- L'incendie du cinéma Rex d'Abadan : le 19 août 1978, lors de la projection du film The Deer mettant en valeur un opposant de gauche, le cinéma Rex à Abadan, en Iran, a été incendié, tuant au moins 470 personnes. Des hommes ont barré les portes, aspergé les alentours d'essence et incendié le cinéma. Le gouvernement de l'Iran a incriminé les militants islamistes, tandis que l'opposition au chah accusait la SAVAK d'une opération sous fausse bannière. Plus tard, la responsabilité des islamistes a été démontrée. L’événement a contribué à la chute du Shah.

- De 1979 à 1983 : une unité secrète du commandement régional du Nord de l'armée israélienne mène une campagne à large échelle d’attentats à la voiture piégée qui tue des centaines de Palestiniens et de Libanais, civils pour la plupart, revendiqués par le « Front pour la libération du Liban des étrangers » (FLLE). Le général israélien David Agmon indique qu'il s'agissait de « créer le chaos parmi les Palestiniens et les Syriens au Liban, sans laisser d’empreinte israélienne, pour leur donner l’impression qu’ils étaient constamment sous attaque et leur instiller un sentiment d’insécurité ». Le chroniqueur militaire israélien Ronen Bergman précise que l'objectif principal était de « pousser l’Organisation de libération de la Palestine à recourir au terrorisme pour fournir à Israël la justification d’une invasion du Liban[8] ».

- Le prétendu groupe sioniste Mouvement d'action et défense Masada organise un attentat à la bombe contre une librairie parisienne de l'Organisation de libération de la Palestine (OLP) en octobre 1972 et deux autres attentats à Cannes et à Nice en 1988, avant que ses membres soient arrêtés en 1989. Avec ces attentats, ce groupe (en réalité néo-nazi) cherche à attiser la haine entre les juifs et musulmans de France[9]
- Dans des enregistrements divulgués en 2014, le chef des services de renseignement turcs suggère de faire tirer des roquettes depuis la Syrie vers la Turquie afin de justifier une action militaire en représailles[10].[Quand ?]

- Durant la campagne sénatoriale de 2017 aux États-Unis, le candidat républicain Roy Moore est victime d'une désinformation par fabrication de faux « robots russes ». Des experts technologiques de tendance démocrate créent des centaines de comptes Twitter en langue russe qui suivent Moore. Ces experts créent aussi une page Facebook où ils se présentent comme des conservateurs et cherchent à diviser les républicains. Dans un rapport du groupe, vu par le New York Times, on lit : « Nous avons orchestré, de façon élaborée, une opération sous fausse bannière qui a implanté l'idée que la campagne de Moore était amplifiée sur les médias sociaux par un réseau de robots russes. » Un des auteurs de cette opération sous fausse bannière est Jonathon Morgan, directeur de New Knowledge (en), une firme de sécurité qui a écrit sur les ingérences russes dans les élections de 2016 un rapport très accusateur (« scathing ») publié en décembre 2018 par le Senate Intelligence Committee. Jonathon Morgan ne nie pas les faits, mais les présente comme une expérience de faible envergure visant à comprendre comment cette sorte d'opération fonctionne[11].

## Assertions non démontrées
- L'incendie du Reichstag en 1933 par un communiste isolé Marinus Van der Lubbe est sujet à controverse car il a servi de prétexte immédiat à l'écrasement du Parti communiste d'Allemagne par les nazis arrivés tout fraîchement au pouvoir. Ces derniers en profitent pour suspendre, via une législation d'exception, les libertés individuelles et politiques. Si la cause réelle de l'incendie n'est pas clairement déterminée, une conspiration des nazis est toujours suspectée[12][source insuffisante].

- L'incident de l'USS Liberty, une attaque opérée par l'armée israélienne le 8 juin 1967, pendant la guerre des Six Jours, sur l'USS Liberty (navire de l'US Navy qui collectait des informations pour la NSA). Dans le reportage de la BBC Dead in the Water, il est suggéré qu'il s’agissait de simuler une agression égyptienne qui aurait justifié l’entrée en guerre des États-Unis au côté d’Israël.

- Selon plusieurs transfuges du FSB (successeur du KGB) dont Alexandre Litvinenko, la série d'attentats dans la région de Moscou qui, pendant deux semaines en 1999, détruit plusieurs immeubles d’habitation faisant près de 300 morts, serait une opération sous fausse bannière qui aurait été organisée par les services secrets russes. Cette vague d'attentats attribués aux Tchétchènes traumatise la population russe et sert de prétexte au déclenchement de la seconde guerre de Tchétchénie.

- L'attentat du 8 mai 2002 à Karachi commis par des islamistes, et initialement attribué à Al-Qaïda, a peut-être été conçu et organisé par l'ISI, les services secrets pakistanais[13].
- Le 4 décembre 2002, le Premier ministre d'Israël Ariel Sharon justifie les opérations militaires contre les habitants de la bande de Gaza en prétendant qu’Al-Qaïda y avait établi une base. Le 6 décembre, le chef de la Sécurité Palestinienne Rashid Abu Shbak (ar) livre, dans une conférence de presse, les traces téléphoniques et bancaires qui tendraient à prouver que les services secrets israéliens auraient eux-mêmes tenté de créer de fausses cellules Al-Qaïda dans la bande de Gaza, en y recrutant des Palestiniens au nom d'Oussama ben Laden. Les recrues auraient ainsi reçu de l’argent et des armes (défectueuses). Cependant, Raanan Gissin (en), le porte-parole du Premier ministre israélien Ariel Sharon, répond que ces allégations sont « du pur non-sens », ce qui est corroboré par l'avis de certains officiels américains qui relèvent qu'Al-Qaïda auraient effectivement créé une branche en Palestine pour les aider à combattre Israël[14].

## En mer
Les ruses de pavillon sont très anciennes en matière de guerre sur mer : les corsaires (à distinguer des pirates) comme Robert Surcouf y ont eu abondamment recours au XVIIIe et XIXe siècles.
Durant la guerre de Sécession américaine, les forceurs de blocus sudistes comme le CSS Alabama s'approchaient souvent de leurs proies sous pavillon neutre (en général britannique).
Durant la Première Guerre mondiale, les bateaux-pièges ou Q-ships (des navires fortement armés mais camouflés en innocents cargos ou voiliers) opèrent sous pavillon neutre, pour piéger les sous-marins allemands, de même que les croiseurs auxiliaires de surface allemands attaquant les navires de commerce anglais tels le SMS Emden ou le voilier Seeadler du capitaine Von Luckner.
Durant la Seconde Guerre mondiale, les croiseurs auxiliaires allemands (des cargos rapides équipés d'une abondante artillerie camouflée) utilisent encore ces ruses de pavillon. C'est notamment le cas du Kormoran, un simple cargo militarisé qui, arborant un faux pavillon hollandais, réussit à se placer suffisamment près du croiseur HMAS Sydney pour engager un duel d'artillerie qui est fatal aux deux navires, alors même que son adversaire, un vrai bâtiment de guerre, était beaucoup mieux armé.
La règle absolue dans ces engagements sous faux pavillon est d'affaler le pavillon fictif (en général à la dernière seconde) et d'ouvrir le feu une fois le vrai pavillon de guerre hissé.

## Espionnage
En matière d'espionnage, il existe des recrutements sous fausse bannière qui consistent à recruter des agents en les trompant sur la puissance qu'ils sont amenés à servir.

### Dans la fiction
Un recrutement sous fausse bannière a lieu dans le roman Le Quatrième Protocole de Frederick Forsyth et une tentative de recrutement sous fausse bannière a lieu dans la saison 3 de la série télévisée Le Bureau des légendes.

## Conspirationnisme
Dans les milieux complotistes contemporains, l’expression « false flag » est, selon Conspiracy Watch, fréquemment utilisée après la survenue d’actes terroristes, « afin d’instiller l’idée que le terrorisme est, sinon directement fabriqué par le propre gouvernement du pays visé, du moins mis en scène avec sa complicité »,.